# واوهیلاو (اکلاهما)
واوهیلاو(به انگلیسی: Wauhillau) شهری در ایالت اکلاهما کشور ایالات متحده آمریکا است که جمعیت آن در سرشماری سال ۲۰۱۰ میلادی، ۳۴۵ نفر بوده‌است.